# Ультрамаріна
Футебул Клубе ді Ультрамаріна або просто Ультрамаріна (порт. Futebol Clube de Ultramarina) — професійний кабовердійський футбольний клуб з міста Таррафал, на острові Сан-Ніколау.

## Історія клубу
Заснований у 1965 році. Команда лише лекілька раз грала у фіналі національного чемпіонату до і після здобуття незалежності Кабо-Верде. В даний час має десять титулів, їх остання на сьогодні перемога в чемпіонаті була в сезоні 2013/14 років. Ультрамаріна вигала найбільше чемпіонств острову Сан-Ніколау.

## Виступи в плей-офф
ФК «Ультрамаріна» дійшли до фіналу національного чемпіонату сезону 2002-03 років, у якому команда програла Акдеміці ду Аеропорту, що розташована на південному-сході острово Боа-Віштата, з рахунком 3:1 в першому матчі та перемогла в матчі-відповіді з рахунком 3:2. Ця перемога, однак, не завадила виграти чемпіонат Акдеміці ду Аеропорту.

## Логотип
Логотип клубу складається зі щита, який розділений навпіл. Половина щита має червоний колір, інша частина — білого кольору. На середині щита дві риби-пили, які доторкаються одна до одної «носами» та спираються на футбольний м'яч чорно-білого кольору. Одна риба — сірого кольору, інша — з червоним відтінком. У нижній частині щита на червоному фоні можна прочитати абревіатуру латинськими літермами «FCU» та датою заснування клубу («1966» — на білому фоні). У верхній частині щита знаходиться надпис португальською мовою «Ultramarina».

## Досягнення
- Чемпіонат Кабо-Верде: 0 перемог

фіналіст — 2003
- Чемпіонат острова Сан-Ніколау: 11 перемог

1995/96, 1998/99, 2000/01, 2002/03, 2003/04, 2005/06, 2006/07, 2008/09, 2010/11, 2012/13, 2014/15
- Відкритий Чемпіонат острову Сан-Ніколау: 2 перемоги

2001/02, 2013/14
- Кубок Сан-Ніколау: 1 перемога

2012/13
- Суперкубок Сан-Ніколау: 1 перемога

2005/06

## Статистика виступів у чемпіонатах

### Національний чемпіонат
| Сезон | Див. | Міс. | Іг. | В | Н | П | ЗМ | ПМ | РМ | О | Примітки     | Плей-офф        |
| ----- | ---- | ---- | --- | - | - | - | -- | -- | -- | - | ------------ | --------------- |
| 1999  | 1A   | 4    | 6   | 0 | 2 | 4 | 3  | 10 | -7 | 2 | Не пробилися | Не брали участі |
| 2001  | 1    | 6    | 6   | 0 | 1 | 5 | 2  | 8  | -6 | 1 |              |                 |
| 2003  | 1A   | 1    | 4   | 3 | 0 | 1 | 9  | 4  | +5 | 9 |              | 2-ге місце      |
| 2004  | 1B   | 1    | 4   | 2 | 1 | 1 | 7  | 3  | +4 | 7 |              | Півфіналіст     |
| 2006  | 1B   | 3    | 5   | 2 | 1 | 2 | 6  | 9  | 0  | 7 | Не пробилися | Не брали участі |
| 2007  | 1A   | 4    | 5   | 1 | 2 | 2 | 2  | 8  | -3 | 5 | Не пробилися | Не брали участі |
| 2009  | 1A   | 4    | 5   | 2 | 1 | 2 | 11 | 6  | +5 | 7 | Не пробилися | Не брали участі |
| 2011  | 1A   | 5    | 5   | 1 | 0 | 4 | 6  | 11 | -5 | 3 | Не пробилися | Не брали участі |
| 2013  | 1A   | 4    | 5   | 1 | 1 | 3 | 5  | 12 | -7 | 4 | Не пробилися | Не брали участі |
| 2015  | 1B   | 4    | 5   | 2 | 0 | 3 | 12 | 16 | -4 | 6 | Не пробилися | Не брали участі |

### Чемпіонат острову
| Сезон   | Див. | Міс. | Іг. | В  | Н | П | ЗМ | ПМ | РМ  | О  | Кубок      | Відкритий Чемпіонат | Примітки                          |
| ------- | ---- | ---- | --- | -- | - | - | -- | -- | --- | -- | ---------- | ------------------- | --------------------------------- |
| 2006-07 | 2    | 1    | 14  | -  | - | - | -  | -  | -   | -  |            |                     | Вихід до національного Чемпіонату |
| 2008-09 | 2    | 1    | 14  | -  | - | - | -  | -  | -   | -  |            |                     | Вихід до національного Чемпіонату |
| 2010-11 | 2    | 1    | 14  | -  | - | - | -  | -  | -   | -  |            |                     | Вихід до національного Чемпіонату |
| 2012-13 | 2    | 1    | 14  | -  | - | - | -  | -  | -   | -  |            |                     | Вихід до національного Чемпіонату |
| 2013-14 | 2    | 2    | 14  | 8  | 5 | 1 | 32 | 9  | +23 | 32 | Переможець | Переможець          |                                   |
| 2014-15 | 2    | 1    | 14  | 11 | 1 | 1 | 40 | 8  | +32 | 34 |            |                     | Вихід до національного Чемпіонату |

## Деякі статистичні дані
- Найкраще місце: 2-ге місце (національний чемпіонат)
- Найбільша кількість набраних очок за сезон: 9 (національний чемпіонат)
- Найбільша кількість забитих м'ячів за сезон: 14 (національний чемпіонат, з урахуванням матчів плей-офф в 2004 році), 12 (національний чемпіонат в 2015 році)

## Відомі гравці
- Майлу да Граса да Круж (грав у сезоні 2011 року)

## Президенти
- Алешандре Рамуш (до жовтня 2015 року)
- Марінейда да Граса (на даний час)